# Anomalomma rhodesianum
Anomalomma rhodesianum là một loài nhện trong họ Lycosidae. Loài này phân bố ở Zimbabwe.
Loài này thuộc chi Anomalomma. Anomalomma rhodesianum được Carl Friedrich Roewer miêu tả năm 1960.